# José López Montenegro
José López Montenegro (Aragó, 1832 - Barcelona, 1908) fou un periodista i dirigent sindical aragonès.

## Biografia
Pertanyia al cos de l'administració militar i participà en la revolució de 1868. El 1869 dirigí El Republicano de Saragossa i fou influenciat per l'anarquisme, de tal manera que fou expulsat de l'exèrcit i empresonat per negar-se a jurar lleialtat al nou rei Amadeu I.
El maig de 1871 va sortir de la presó i va fundar el casino obrer La Fraternidad, alhora que organitzava la Federació Regional Espanyola de l'AIT a Aragó, i participà en el seu congrés de Saragossa el 1872. El 1872 va fundar el casino La Autonomia, republicà intransigent i cantonalista i defensor de la Comuna de París. Quan esclatà la insurrecció cantonalista de juliol de 1873 va proclamar el Cantó Aragonès a Saragossa, i quan aquest fracassà marxà a Cartagena, on fou intendent militar de la insurrecció cantonalista. Quan la ciutat va caure s'exilià cap a París. Va tornar a Espanya el 1881 i s'instal·là a Sabadell i a Sallent, on treballà de mestre i dirigí el periòdic Los Desheredados (1884-1886). També fou membre de la lògia maçònica los Hijos del Trabajo i juntament amb Anselmo Lorenzo va difondre les idees del sindicalisme revolucionari francès.
Fou un dels principals defensors de les tesis obreres sobre la vaga general. Fou detingut a Barcelona el 1896 i implicat en el procés de Montjuïc. Quan fou alliberat marxà un temps marxà a Argentina i Uruguai, i va retornar poc abans de morir.

## Obres
- La aurora. Catecismo de la república democrática federal (1882).
- El botón de fuego (1902), etc. Posteriorment emigrà a Amèrica.